# Johann Christoph Gottlob Weise
Johann Christoph Gottlob Weise (* 30. November 1762 in Weimar; † 10. Mai 1840 ebenda) war ein deutscher Botaniker und Autor.

## Leben
Johann Christoph Gottlob Weise wurde als Sohn eines Hofkapellmusikers beim Herzog Karl August von Sachsen-Weimar-Eisenach in Weimar geboren. Aufgrund einer Ertaubung musste sein Vater bereits früh in den Ruhestand treten und somit fehlten diesem die finanziellen Mittel für die studentische Ausbildung seiner drei Kinder.
Johann Christoph Gottlob Weise besuchte bis 1779 das heutige Wilhelm-Ernst-Gymnasium Weimar in Weimar. Mit Hilfe von Freunden, die in Jena studierten und die er dort häufig besuchte, war er in der Lage sich autodidaktisch weiter zu bilden.
Bis 1787 führte er Illuminationsarbeiten für das Landes-Industrie-Comptoir des Friedrich Justin Bertuch aus, das Anfang des 19. Jahrhunderts der führende deutsche kartographische Verlag war. Anschließend wurde er durch Herzog Karl August nach Dresden auf die Artillerieschule gesandt, die er bis 1793 besuchte, um dann in das Weimarische Kontingent einzutreten. Seine Einheit stand kurz davor im ersten Koalitionskrieg eingesetzt zu werden, allerdings hatte er seine Neigung zum Soldatenberuf inzwischen gänzlich verloren, so dass er gegen den Wunsch des Herzogs in Weimar blieb, wodurch er aber keinerlei Anstellung mehr erhielt.
1805 wurde beim neu errichteten Schießhaus das erste Vogelschießen abgehalten. Er hatte als ehemaliger Artillerist das Abbrennen der Festkanone übernommen. Ein Betrunkener war hierbei mit seiner brennenden Pfeife zu nahe an das offen stehende Pulverfass gekommen und brachte dieses zur Explosion. Johann Christoph Gottlob Weise, der den Betrunkenen retten wollte, zog sich hierbei schwere Brandverletzungen zu.
Nach der Schlacht bei Jena wurde der französische General Armand Charles Guilleminot durch Napoleon damit beauftragt, das Schlachtfeld zu vermessen. Als Feldmesser wurde ihm hierzu Johann Christoph Gottlob Weise empfohlen. Dieser verrichtete so gute Arbeit, dass er auch wieder die Gunst des Herzogs gewann, der ihn 1807 zum Aufseher der Weimarer Militärbibliothek ernannte.
1811 erfolgte seine Beförderung vom Ingenieurgeographen zum Gartenbauinspektor. Aufgrund seines botanischen Wissens veröffentlichte er zahlreiche Publikationen  und war 1827 in der Lage das Haus von Friedrich Schiller zu erwerben.

## Schriften (Auswahl)
- Forstbotanische Hefte. Weimar 1800.
- Anweisung zur Kultur einiger dem Landwirthe zum Anbau vorzüglich zu empfehlenden Holzarten; und zur Behandlung der Kopfweiden um von solchen eine größere Nutzung als gewöhnlich zu ziehen. Rudolstadt bey Langbein und Klüger 1805.
- Johann Volkmar Sickler; Johann Christoph Gottlob Weise: Die deutsche Landwirthschaft in ihrem ganzen Umfange nach den neuesten Erfahrungen bearbeitet von einer Gesellschaft praktischer Oekonomen. Erfurt Hennings'sche Buchhandlung 1811

- Oekonomische Technologie oder vollständige Anweisung zu Anlegung und Betreibung derjenigen Gewerbe, welche mit der Landwirthschaft verbunden werden können : ein Handbuch für Landwirthe, Kammeralisten und Polizeibeamte. Erfurt in der Hennings'schen Buchhandlung 1812
- Militär-Schule oder katechetischer Unterricht in dem Felddienst für Landwehr- und Landsturmmänner. Erfurt: Henning, 1815.
- Der vollkommene Bier- und Essigbrauer, oder theoretisch-praktische Anweisung, mehrere Arten Biere, als: alle in England gebräuchlichen Malzgetränke auf die in London übliche Weise, so wie die vornehmsten deutschen Biere, und die berühmtesten Essige auf die vortheilhafteste Art zu bereiten und zu verbessern: ein nöthiges Lehr- und Handbuch, nicht nur für den, der diese Geschäfte mit Nutzen betreiben will, sondern auch für jeden, dem eine vollkommene Kenntniß dieser Geschäfte nöthig ist. Gotha: Hennings, 1822.

- Ökonomisches technologisches Wörterbuch. Gotha in der Hennings'schen Buchhandlung 1825
- Die Kunst der Gebäude-, Zimmer- und Straßenerleuchtung durch Oel, Talg, Wachs und Gas. Ilmenau: Voigt, 1829.
- Der vollkommene Melonen-, Gurken- und Spargelgärtner: nebst der besten Methode Gurken einzumachen. Ilmenau B. Fr. Voigt 1830.
- Encyclopädisches Garten-Wörterbuch, oder vollständiger auf Theorie und Erfahrung gegründeter Unterricht in der Obst-, Küchen-, Kräuter- und Blumengärtnerei. Erfurt; Gotha: Hennings, 1830.
- Deutschlands Pflanzen-Blüthe-Kalender oder monatliches Verzeichnis der Blüthezeit aller in Deutschland wildwachsenden, bis zum Jahre 1828 bekannt gewordenen phanerogamischen Gewächse. Gotha und Erfurt Hennings'sche Buchhandlung 1831.
- Deutsches Namen- und Synonymen-Register der Pflanzen enthaltend. Gotha; Erfurt Hennings 1832
- Der vollkommene Melonen-, Gurken-, Artischocken-, Spargel- und Champignongärtner. Weimar Verlag, Druck und Lithographie von B. Fr. Voigt 1836.